# Чемпионат Северных Марианских Островов по футболу 2009
VI чемпионат Северных Марианских островов по футболу были проведен на Сайпане, в «Спортивном комплексе Олеаи».

## Команды
- Индепендент (Independent Football Club) — другое название Вайлд Биллс Индепендентс (Wild Bill’s Independents)
- Интер Годфатерс (Inter Godfather’s)
- Кореан (Korean FA) — прежнее название Ариранг (FC Arirang)
- Кореан Джуниор (Korean FA Juniors) — молодёжная команда Кореан
- Марианас Пацифик Юнайтед (Marianas Pacific United) — прежнее название Марианас Пацифик Юнайтед — ПТИ (MP United-PTI)
- Матанса (Matansa Football Club)
- Ремингтон (Remington)

## Итоговая таблица
| # | Команда                  | И  | В | Н | П | Мячи    | Очки |
| - | ------------------------ | -- | - | - | - | ------- | ---- |
| 1 | Интер Годфатерс          | 12 | 7 | 2 | 3 | 33 — 16 | 23   |
| 2 | Марианас Пацифик Юнайтед | 12 | 6 | 1 | 5 | 43 — 31 | 19   |
| 3 | Индепендент              | 12 | 6 | 1 | 5 | 27 — 33 | 19   |
| 4 | Кореан                   | 12 | 6 | 0 | 6 | 36 — 41 | 18   |
| 5 | Кореан Джуниор           | 12 | 5 | 1 | 6 | 33 — 30 | 16   |
| 6 | Ремингтон                | 12 | 4 | 2 | 6 | 33 — 48 | 14   |
| 7 | Матанса                  | 12 | 4 | 1 | 7 | 27 — 33 | 13   |

## Результаты матчей

### 1-й тур
- 7 июня Матанаса — Марианас Пацифик Юнайтед — 7:4
- 7 июня Кореан Джуниор — Кореан — 3:2
- 7 июня Интер Годфатерс — Ремингтон — 3:3

### 2-й тур
- 14 июня Кореан Джуниор — Марианас Пацифик Юнайтед — 0:3
- 14 июня Индепендент — Кореан — 4:3
- 14 июня Интер Годфатерс — Матанаса — 2:0

### 3-й тур
- 28 июня Кореан — Марианас Пацифик Юнайтед — 4:3
- 28 июня Кореан Джуниор — Интер Годфатерс — 13:3
- 28 июня Ремингтон — Индепендент — 2:1

### 4-й тур
- 5 июля Интер Годфатерс — Кореан — 1:0
- 5 июля Марианас Пацифик Юнайтед — Индепендент — 7:0
- 5 июля Ремингтон — Матанаса — 7:2

### 5-й тур
- 12 июля Марианас Пацифик Юнайтед — Интер Годфатерс — 1:4
- 12 июля Ремингтон — Кореан Джуниор — 0:4
- 12 июля Индепендент — Матанаса — 5:3

### 6-й тур
- 19 июля Интер Годфатерс — Индепендент — 4:0
- 19 июля Ремингтон — Кореан — 4:5
- 19 июля Матанаса — Кореан Джуниор — 1:0

### 7-й тур
- 26 июля Марианас Пацифик Юнайтед — Ремингтон — 2:6
- 26 июля Индепендент — Кореан Джуниор — 2:5
- 26 июля Матанаса — Кореан — 1:4

### 8-й тур
- 2 августа Марианас Пацифик Юнайтед — Матанаса — 3:3
- 2 августа Кореан — Кореан Джуниор — 3:11
- 2 августа Ремингтон — Интер Годфатерс — 1:7

### 9-й тур
- 9 августа Матанаса — Интер Годфатерс — 0:4
- 9 августа Кореан — Индепендент — 2:4
- 9 августа Марианас Пацифик Юнайтед — Кореан Джуниор — 1:2

### 10-й тур
- 16 августа Марианас Пацифик Юнайтед — Кореан — 7:2
- 16 августа Интер Годфатерс — Кореан Джуниор — 3:1
- 16 августа Индепендент — Ремингтон — 3:3

### 11-й тур
- 23 августа Кореан — Интер Годфатерс — 1:0
- 23 августа Матанаса — Ремингтон — 5:0
- 23 августа Индепендент — Марианас Пацифик Юнайтед — 0:1

### 12-й тур
- 30 августа Интер Годфатерс — Марианас Пацифик Юнайтед — 1:4
- 30 августа Кореан Джуниор — Ремингтон — 2:4
- 30 августа Матанаса — Индепендент — 0:1

### 13-й тур
- 6 сентября Индепендент — Интер Годфатерс — 2:1
- 6 сентября Кореан — Ремингтон — 7:1
- 6 сентября Кореан Джуниор — Матанаса — 0:3

### 14-й тур
- 13 сентября Ремингтон — Марианас Пацифик Юнайтед — 2:7
- 13 сентября Кореан Джуниор — Индепендент — 2:5
- 13 сентября Кореан — Матанаса — 3:2

## Лучшие бомбардиры
- Джо Ванг Миллер (Марианас Пацифик Юнайтед) — 23
- Тхоенгакет Джирапхонг (Ремингтон) — 22
- Ко Бриан (Кореан Джуниор) — 13
- Яари Воутилайнен (Индепендент) — 12
- Джейсон Шрёдер (Индепендент) — 10